# 唐锡尔韦里乌
唐锡尔韦里乌是巴西米纳斯吉拉斯州的一个市镇。总面积194.956平方公里，总人口5284人，人口密度27.1人/平方公里。